# Othoes vittatus
Espèce
Othoes vittatus est une espèce de solifuges de la famille des Galeodidae.

## Distribution
Cette espèce est endémique d'Israël.

## Description
La femelle holotype mesure 24 mm.

## Publication originale
- Hirst, 1912 : Descriptions of new arachnids of the orders Solifugae and Pedipalpi. The Annals and Magazine of Natural History, sér. 8, vol. 9, p. 229-237 (texte intégral).